# 江戸相撲明和3年10月場所
江戸相撲明和3年10月場所（えどすもうめいわ3ねん10がつばしょ）は、明和3年（1766年）10月に開催された江戸相撲（大相撲の前身）の本場所。興行場所は深川八幡神社。

## 幕内番付・星取表
| 東               | 東              | 東               | 番付      | 西               | 西              | 西   |
| 備考             | 成績            | 力士名           | 番付      | 力士名           | 成績            | 備考 |
| ---------------- | --------------- | ---------------- | --------- | ---------------- | --------------- | ---- |
| 新大関（第25代） | 3勝5休          | 八ツヶ隅市太夫   | 大関      | 洞ヶ嶽木曾右エ門 | 全休            |      |
|                  | 2勝5敗1預       | 片男波八十右エ門 | 関脇      | 艫綱良助         | 3勝2預3休       |      |
|                  | 2勝1敗1分1預3休 | 出水川貞右エ門   | 小結      | 関ノ戸億右衛門   | 4勝1敗2分1休    |      |
|                  | 5勝1敗1預1休    | 三國山宗右エ門   | 前頭筆頭  | 越ノ海福松       | 6勝1分1預       |      |
|                  | 3勝3敗1分1休    | 荒瀧吾太夫       | 前頭2枚目 | 玉垣鷲之助       | 4勝1敗2預1休    |      |
|                  | 2勝2敗1預3休    | 雪見山堅太夫     | 前頭3枚目 | 磯碇平左エ門     | 2勝2敗1分1預2休 |      |
|                  | 3勝2敗2分1休    | 御所ノ浦平太夫   | 前頭4枚目 | 盤井川逸八       | 1勝4敗3休       |      |

## 備考
- この時代の江戸相撲においては優勝力士という概念は存在していないが、後に定められた優勝制度を遡って準用することができる。本場所においては、越ノ海が優勝に相当する力士であるとみなすことができる。